# Wu Fang-hsien
Dans ce nom chinois, le nom de famille, Wu, précède le nom personnel.
Pour les articles homonymes, voir Wu.
Wu Fang-hsien, née le 15 juillet 1999 à Taipei, est une joueuse taïwanaise de tennis, professionnelle depuis 2017.

## Carrière
Wu Fang-hsien a la particularité de n'avoir jamais été classée en simple, n'ayant disputé que 21 tournois sur le circuit ITF entre 2014 et 2018.
Pour sa première saison sur le circuit en 2017, elle dispute onze tournois en double et en remporte six dont cinq avec Chen Pei Hsuan.
En novembre 2019, elle gagne son premier titre en double en catégorie WTA 125 lors du tournoi de Taïwan avec sa compatriote Lee Ya-hsuan. Après deux saisons pratiquement sans jouer, elle réapparait en juin 2022 et remporte huit tournois en six mois. Elle rentre dans le top 100 mondial en double début février 2023 après avoir remporté le tournoi WTA 250 de Hua Hin.
En janvier 2025, elle remporte un second titre en double à Auckland. Elle récidive une semaine plus tard en remportant le tournoi de Hobart également avec sa partenaire chinoise Jiang Xinyu.

## Palmarès

### Titres en double dames
| No | Date       | Nom et lieu du tournoi      | Catégorie | Dotation  | Surface    | Partenaire     | Finalistes                           | Score     |          |
| -- | ---------- | --------------------------- | --------- | --------- | ---------- | -------------- | ------------------------------------ | --------- | -------- |
| 1  | 30-01-2023 | Thailand Open Hua Hin       | WTA 250   | 259 303 $ | Dur (ext.) | Chan Hao-ching | Wang Xinyu Zhu Lin                   | 6-1, 7-66 | Parcours |
| 2  | 30-12-2024 | ASB Classic Auckland        | WTA 250   | 275 094 $ | Dur (ext.) | Jiang Xinyu    | Aleksandra Krunić Sabrina Santamaria | 6-3, 6-4  | Parcours |
| 3  | 06-01-2025 | Hobart international Hobart | WTA 250   | 275 094 $ | Dur (ext.) | Jiang Xinyu    | Monica Niculescu Fanny Stollár       | 6-1, 7-66 | Parcours |

### Finales en double dames
| No | Date       | Nom et lieu du tournoi             | Catégorie | Dotation    | Surface    | Vainqueures                   | Partenaire  | Score      |          |
| -- | ---------- | ---------------------------------- | --------- | ----------- | ---------- | ----------------------------- | ----------- | ---------- | -------- |
| 1  | 20-02-2023 | Merida Open Akron Mérida           | WTA 250   | 259 303 $   | Dur (ext.) | Caty McNally Diane Parry      | Wang Xinyu  | 6-0, 7-5   | Parcours |
| 2  | 29-07-2024 | Mudabala Citi DC Open Washington   | WTA 500   | 922 573 $   | Dur (ext.) | Asia Muhammad Taylor Townsend | Jiang Xinyu | 7-60, 6-3  | Parcours |
| 3  | 09-02-2025 | Qatar TotalEnergies Open 2025 Doha | WTA 1000  | 3 654 963 $ | Dur (ext.) | Sara Errani Jasmine Paolini   | Jiang Xinyu | 7-5, 7-610 | Parcours |

### Titres en double en WTA 125
| No | Date       | Nom et lieu du tournoi                        | Catégorie | Dotation  | Surface         | Partenaire   | Finalistes                     | Score            |          |
| -- | ---------- | --------------------------------------------- | --------- | --------- | --------------- | ------------ | ------------------------------ | ---------------- | -------- |
| 1  | 11-11-2019 | Taipei Open Taipei                            | WTA 125   | 115 000 $ | Moquette (int.) | Lee Ya-hsuan | Dalila Jakupović Danka Kovinić | 4-6, 6-4, [10-7] | Parcours |
| 2  | 05-06-2023 | Makarska International Championships Makarska | WTA 125   | 115 000 $ | Terre (ext.)    | Ingrid Neel  | Anna Sisková Renata Voráčová   | 6-3, 7-5         | Parcours |

### Finale en double en WTA 125
| No | Date       | Nom et lieu du tournoi          | Catégorie | Dotation  | Surface      | Vainqueures                           | Partenaire  | Score            |          |
| -- | ---------- | ------------------------------- | --------- | --------- | ------------ | ------------------------------------- | ----------- | ---------------- | -------- |
| 1  | 08-07-2024 | Grand Est Open 88 Contrexéville | WTA 125   | 115 000 $ | Terre (ext.) | Oksana Kalashnikova Iryna Shymanovich | Zhang Shuai | 5-7, 6-3, [10-7] | Parcours |

## Parcours en Grand Chelem

### En double dames
| Année | Open d'Australie                                                                    | Open d'Australie                                                               | Internationaux de France                                                         | Internationaux de France                                                       | Wimbledon                                                                        | Wimbledon | US Open | US Open |
| ----- | ----------------------------------------------------------------------------------- | ------------------------------------------------------------------------------ | -------------------------------------------------------------------------------- | ------------------------------------------------------------------------------ | -------------------------------------------------------------------------------- | --------- | ------- | ------- |
| 2020  | 1er tour (1/32) Lee Y.-h. \|\| style="text-align:left;" \| S. Kenin B. Mattek-Sands | —                                                                              | —                                                                                | Annulé                                                                         | Annulé                                                                           | —         | —       |         |
|       |                                                                                     |                                                                                |                                                                                  |                                                                                |                                                                                  |           |         |         |
| 2023  | —                                                                                   | —                                                                              | 2e tour (1/16) I. Neel \|\| style="text-align:left;" \| L. Fernandez T. Townsend | 1/8 de finale Zhu L. \|\| style="text-align:left;" \| C. Dolehide Zhang S.     | 2e tour (1/16) Zhu L. \|\| style="text-align:left;" \| G. Dabrowski E. Routliffe |           |         |         |
| 2024  | 1/8 de finale Zhu L. \|\| style="text-align:left;" \| L. Kichenok J. Ostapenko      | 1er tour (1/32) Zhu L. \|\| style="text-align:left;" \| M. Lumsden Wang Y.     | 2e tour (1/16) M. Ninomiya \|\| style="text-align:left;" \| H. Baptiste A. Parks | 1er tour (1/32) O. Gadecki \|\| style="text-align:left;" \| C. Osorio A. Parks |                                                                                  |           |         |         |
| 2025  | 2e tour (1/16) A. Blinkova \|\| style="text-align:left;" \| A. Muhammad D. Schuurs  | 2e tour (1/16) Jiang X. \|\| style="text-align:left;" \| A. Danilina A. Krunić | 2e tour (1/16) Jiang X. \|\| style="text-align:left;" \| D. Krawczyk O. Gadecki  |                                                                                |                                                                                  |           |         |         |

N.B. : le nom de la partenaire se trouve sous le résultat ; les noms des ultimes adversaires se trouvent à droite.

### En double mixte
| 2025 | — | — | 1er tour (1/16) S. Verbeek \|\| style="text-align:left;" \| Jiang X. R. Galloway | 1er tour (1/16) S. Doumbia \|\| style="text-align:left;" \| D. Krawczyk N. Skupski |  |  |

N.B. : le nom du partenaire se trouve sous le résultat ; les noms des ultimes adversaires se trouvent à droite.

## Classements WTA en fin de saison
| Année          | 2017 | 2018 | 2019 | 2020 | 2021 | 2022 | 2023 | 2024 |
| Rang en double | 535  | 224  | 210  | 182  | 366  | 167  | 58   | 51   |

Source : (en) Classements de Wu Fang-hsien sur le site officiel de la Fédération internationale de tennis